# Schizachyrium semitectum
Schizachyrium semitectum är en gräsart som först beskrevs av Jason Richard Swallen, och fick sitt nu gällande namn av John Raymond Reeder. Schizachyrium semitectum ingår i släktet Schizachyrium och familjen gräs. Inga underarter finns listade i Catalogue of Life.